# Kerry Condon

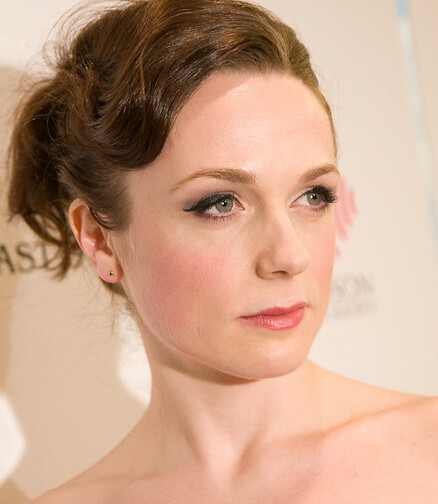
Kerry Condon (2010)

Kerry Condon (ur. 4 stycznia 1983 w Tipperary) – irlandzka aktorka telewizyjna, która wystąpiła m.in. filmie Trzy billboardy za Ebbing, Missouri, oraz serialach Rzym i Zadzwoń do Saula.
W 2022 r. zagrała Siobhán w filmie Duchy Inisherin. Rola przyniosła jej nagrodę BAFTA dla najlepszej aktorki drugoplanowej i nominację do Oscara. 

## Filmografia

### Filmy kinowe
- Prochy Angeli  (Angela's Ashes[3], 1999) jako Theresa
- Szczur (Rat, 2000) jako Marietta
- Jak Harry stał się drzewem  (How Harry Became a Tree, 2001) jako Eileen
- Ned Kelly (2003) jako Kate Kelly
- Intermission (2003) jako kelnerka
- Człowiek pies (Danny the Dog, 2005) jako Victoria
- Ostatnia stacja (The Last Station, 2009) jako Masha
- Anatomy of Hope (2009) jako Jenna
- Avengers: Czas Ultrona (Avengers: Age of Ultron, 2015) jako F.R.I.D.A.Y. (głos)[3]
- Kapitan Ameryka: Wojna bohaterów (Avengers: Civil War, 2016) jako F.R.I.D.A.Y. (głos)[3]
- Trzy billboardy za Ebbing, Missouri (Three Billboards Outside Ebbing, Missouri[3], 2017) jako Pamela
- Spider-Man: Homecoming (2017) jako F.R.I.D.A.Y. (głos)[3]
- Bad Samaritan (2018) jako Katie
- Avengers: Wojna bez granic (Avengers: Infinity War, 2018) jako F.R.I.D.A.Y. (głos)[3]
- Human Affairs (2018) jako Lucinda
- Avengers: Koniec gry (Avengers: Endgame, 2019) jako F.R.I.D.A.Y. (głos)[3]
- Wyśniony świat (Dreamland[3], 2019) jako Olivia Evans
- Duchy Inisherin (The Banshees of Inisherin[3], 2022) jako Siobhan Súilleabháin
- Kraj świętych i grzeszników (In the Land of Saints and Sinners[3], 2023) jako Doireann McCann
- Przeklęta woda (Night Swim, 2024) jako Eve Waller
- F1 (2025) jako Kate McKenna

### Seriale TV
- Ballykissangel (1999) jako Mairead Reilly (gościnnie)
- Z krwi i kości (Born and Bred, 2004) jako Niamh Copper (gościnnie)
- Rzym (Rome[3], 2005–2007) jako Oktawia
- Żywe trupy (The Walking Dead, 2013–2014) jako Clara
- Wybrana (Believe, 2014) jako dr Zoe Boyle
- Zadzwoń do Saula (Better Call Saul[3], 2015-2022) jako Stacey Ehrmantraut
- Women on the Verge (2018) jako Laura
- Ray Donovan[3] (2019-2020) jako Molly Sullivan
- Gwiezdne wojny: Załoga rozbitków (Star Wars: Skeleton Crew, 2025) jako Fara

## Nagrody
Podczas 76. ceremonii wręczenia BAFTA otrzymała nagrodę w kategorii: Najlepsza aktorka drugoplanowa.